# Orientierungssatz
Ein Orientierungssatz stellt in der Rechtswissenschaft einen Kurztext zu einer Gerichtsentscheidung dar. Er ist umfassender als die nicht immer leicht verständlichen Leitsätze angelegt, bietet dem Nutzer eine Einordnung der Entscheidung und vermittelt damit Orientierungswissen, das von den Leitsätzen einer Entscheidung oftmals nicht präsentiert werden kann.
Auch der Orientierungssatz ist dem eigentlichen Text der Entscheidung vorangestellt, sozusagen zur Orientierung herausgehoben, allerdings stammt er nicht notwendig vom Entscheidungsorgan selbst, sondern in der Regel von den Dokumentaren des Gerichts oder von der Redaktion des veröffentlichenden Publikationsorgans. Eine Ausnahme bilden die Orientierungssätze der Richter des Bundesarbeitsgerichts.
In rechtlicher Hinsicht erwächst auch der Orientierungssatz nicht in Rechtskraft, da er systematisch nicht der Entscheidung selbst zugehört, sondern bereits Auslegung durch Dritte darstellt. Als funktionales Äquivalent zu den Leitsätzen stellen etwa die von den Dokumentaren des Bundesverfassungsgerichts erstellten Orientierungssätze sowie ergänzende Angaben wie Titelzeile, Schlagworte und Normenkette „amtlich verfasste Leitsätze“ im Sinne des § 5 Abs. 1 UrhG dar und genießen somit keinen urheberrechtlichen Schutz.